# Ravid
Ravid (hebrejsky רָבִיד, anglicky Ravid) je vesnice typu kibuc v Izraeli, v Severním distriktu, v Oblastní radě Emek ha-Jarden.

## Geografie
Leží v nadmořské výšce 170 metrů na východních svazích Horní Galileji, cca 5 kilometrů od břehů Galilejského jezera. Jihovýchodně od obce se zvedá masiv Arbel.
Vesnice se nachází cca 10 kilometrů severozápadně od města Tiberias, cca 108 kilometrů severovýchodně od centra Tel Avivu a cca 45 kilometrů východně od centra Haify. Ravid obývají Židé, přičemž osídlení východně odtud je ryze židovské. Výjimkou je vesnice Chamam cca 3 kilometrů jihovýchodním směrem (v masivu Arbel), kterou obývají izraelští Arabové, respektive Beduíni. Západně od kibucu pak začíná region centrální Galileji s výrazným zastoupením Arabů a Drúzů.
Ravid je na dopravní síť napojen pomocí dálnice číslo 65.

## Dějiny
Ravid byl založen v roce 1981. Prvotními zakladateli byla skupina rodin z kibucu Kabri. Osídlení se zde ale neudrželo a do lokality se nastěhovala nová skupina osadníků, tentokrát z levicové mládežnické organizace ha-Bonim Dror. Ti se zde udrželi do roku 1991, pak odešli a vesnice se vylidnila. Napotřetí byl Ravid osídlen roku 1994 skupinou z hnutí Ha-Noar ha-Oved ve-ha-Lomed, kterou tvořili bývalí členové vojenských osadnických jednotek Nachal.
Ekonomika obce je založena na zemědělství, průmyslu a vzdělávání.

## Demografie
Obyvatelstvo kibucu Ravid je sekulární. Podle údajů z roku 2014 tvořili naprostou většinu obyvatel v kibucu Ravid Židé (včetně statistické kategorie "ostatní", která zahrnuje nearabské obyvatele židovského původu ale bez formální příslušnosti k židovskému náboženství).
Jde o menší sídlo vesnického typu s kolísající populací. K 31. prosinci 2014 zde žilo 101 lidí. Během roku 2014 populace stoupla o 1,0 %.
| Rok            | 1983 | 1995 | 2001 | 2003 | 2004 | 2005 | 2006 | 2007 | 2008 | 2009 | 2010 | 2011 | 2012 | 2013 | 2014 |
| -------------- | ---- | ---- | ---- | ---- | ---- | ---- | ---- | ---- | ---- | ---- | ---- | ---- | ---- | ---- | ---- |
| Počet obyvatel | 42   | 28   | 49   | 56   | 59   | 63   | 60   | 119  | 112  | 79   | 78   | 89   | 99   | 100  | 101  |